# Покоево
Покоево — деревня в составе сельского поселения Ядроминское Истринского района Московской области. Население — 14 чел. (2010), зарегистрировано 3 садовых товарищества и личное подсобное хозяйство Курс. С Истрой деревня связана автобусным сообщением (автобус № 35).
Покоево расположено в 18 км к северо-западу от райцентра Истра и в 8 км от железнодорожной станции Румянцево Рижского направления, высота над уровнем моря 235 м.

## История
В XVI—XVIII веках Покоево входило в состав Ижевского стана Дмитровского уезда, в 1782—1796 годах — в Воскресенский уезд и затем в Новопетровскую волость Рузского уезда Московской губернии. При советской власти, с 1922 года деревня в составе нового Воскресенского уезда, с 3 июня 1929 года в составе Воскресенского района Московской области.

## Население
| 2002 | 2006 | 2010 |
| ---- | ---- | ---- |
| 12   | ↘11  | ↗14  |